# Laestadianismo

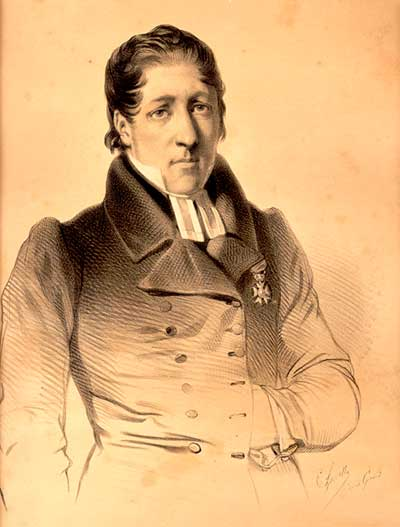
El laestadianimo surgió como un movimiento de despertar religioso creado por el pastor sueco Lars Levi Læstadius (1800-1861) en la Laponia sueca.

El laestadianismo es un movimiento cristiano conservador luterano importante sobre todo en Finlandia, Suecia, Noruega, Rusia y Norteamérica. Fue fundado en la Laponia sueca por el pastor y botánico Lars Levi Laestadius.
En los países nórdicos, el movimiento laestadianista pertenece oficialmente a las respectivas iglesias estatales, si bien tiene sus propios ritos para el bautismo, la eucaristía y la confirmación. En los Estados Unidos, donde no tienen una iglesia estatal, los laestadianos realizan sus ceremonias religiosas en las llamadas casas de oración. 
Lestadius comenzó el movimiento siendo pastor en la Iglesia de Suecia en el norte de Suecia en la década de 1840. Su deseo era que los laestadianos fueran llamados solamente cristianos pero algunos grupos comenzaron a llamarse los laestadianos. El laestadianismo está entre los movimientos más grandes del renacimiento dentro de la Iglesia evangélica luterana de Finlandia y la Iglesia de Suecia. 
Debido a varias clases de desacuerdos en la congregación, el movimiento ha estado dividido en varias facciones. El laestadianismo acentúa la esencia de la vida cristiana. Según la tradición en las reuniones se proclama el perdón de los pecados "en el nombre y la sangre de Jesús". Los laestadianos se saludan regularmente con la "paz del Dios" para los saludos introductorios. Asimismo tienen a menudo familias numerosas; las familias con 10 o 15 hijos no son infrecuentes. Muchos laestadianos se casan jóvenes. El número total de miembros de este movimiento cristiano, en los diferentes grupos que lo constituyen en varios países, alcanza algunos cientos de miles. Tienen reuniones también en España.